# José Olympio
José Olympio Pereira Filho (Batatais, 10 de dezembro de 1902 — 3 de maio de 1990) foi um editor e livreiro brasileiro. Foi o fundador da editora que leva seu nome, a Livraria José Olympio Editora, no Rio de Janeiro, em 1931.

## Biografia
O segundo de 9 irmãos, Olympio nasceu em 10 de dezembro de 1902, na cidade de Batatais (São Paulo). Em 1918, foi para a cidade de São Paulo, com o objetivo de estudar Direito, mas conseguiu um emprego na Casa Garraux, na seção de livros, então de propriedade de Charles Hildebrand. O chefe da seção de livros era Jacinto Silva. O emprego consistia em abrir caixas de livros novos, limpar a poeira das estantes, e não lhe sobrava tempo para estudar, como pretendia. Posteriormente passou a ajudante de balconista, e a tomar gosto pelos livros.
A década de 20 marcou os últimos dias de resplendor da Casa Garraux, que era freqüentada por homens ilustres, desde políticos até escritores, como Menotti Del Picchia, Mário de Andrade, Oswald de Andrade, Plínio Salgado e Cassiano Ricardo. Jacinto Silva deixou a Garraux em 1920, para abrir sua própria empresa, a Casa Editora “O Livro”. Quando Hildebrand faleceu, em 1926, seu sócio Fausto Bressone assumiu a editora e colocou Olympio como gerente da seção dos livros.
No final da década de 20, Olympio começou a se interessar por livros raros, e tornou-se um entendido no assunto; muitos autores e colecionadores o consultavam quando queriam comprar livros. Com a morte de Alfredo Pujol, colecionador de livros raros, em 1930, Olympio fez uma oferta para a família e comprou todo o acervo particular de Pujol, que enriquecera sua coleção com livros trazidos em suas viagens pela Europa. O bibliófilo e político José Carlos de Macedo Soares foi um dos financiadores para a compra desse acervo. Com a morte de outro colecionador, Estevão de Almeida, do qual também adquiriu o acervo, Olympio se estabeleceu, aos 28 anos de idade, na Rua da Quitanda, 19A - São Paulo. Fundou, assim, a Casa José Olympio Livraria e Editora, em 1931.
Em 1934, a Livraria muda-se para o Rio de Janeiro, então centro intelectual do Brasil. Em 1935, Olympio se casa com Vera Pacheco Jordão, com quem teve 2 filhos, Vera Maria Teixeira e Geraldo Jordão Pereira. Nos anos 40 e 50, tornou-se o maior editor do país, publicando 2 mil títulos, com 5 mil edições, os quais nos anos 80 atingem 30 milhões de livros de 900 autores nacionais e 500 estrangeiros.
José Olympio recebeu o título de Cidadão Emérito de Batatais, em 1968, tendo ainda colaborado para a criação da Faculdade de Educação Física da cidade. O seu nome foi também dado à Faculdade de Filosofia, Ciências e Letras local, que integra o complexo educacional das Faculdades Claretianas de Batatais.
José Olympio morreu serenamente, em sua mesa de almoço. Em 1990, quando morreu, não era mais proprietário da editora que leva seu nome, pois afundada em dívidas, foi encampada pelo BNDES nos anos 70, e hoje pertence ao Grupo Editorial Record.